# Thotmesz (alkirály)
Thotmesz ókori egyiptomi tisztségviselő volt, Kús alkirálya a XVIII. dinasztia idején, Ehnaton uralkodása alatt. Elődje Merimosze, utóda Amenhotep, más néven Hui volt. Címei: „Kús alkirálya”; „Ámon arany földeinek felügyelője”; „A kőművesek elöljárója”; „Őfelsége határvidékeinek felügyelője”, „Legyezőhordozó a király jobbján”.
Neve és ábrázolása egy feliratról ismert Szehel szigetéről, Egyiptom déli részéről. Előtte Ehnaton uralkodói neve, a Noferhepruré Waenré olvasható, alatta rövid felirat: „a király fia, Thotmesz”. A király fia itt nem szó szerint, hanem alkirályi címként értendő.
Egy buheni sztélé tanúsága szerint Ehnaton 12. uralkodási évében Thotmesz utasítást kapott, hogy verje le a núbiaiak lázadását. A sztélé, melynek csak töredékei kerültek elő, említi a lázadást és kétszer az azt leverő alkirályt, a déli határvidék felügyelőjét, akinek neve ugyan nem maradt fenn, de valószínűleg Thotmesz az, mivel Ehnaton idejéből más alkirály nem ismert.
Thotmesz emellett ismert még egy szoborról, melyet Gebel Barkalnál találtak. Valószínűleg állt egy kápolnája Gebel esz-Szilszilében. A befejezetlen és feliratokkal csak a bejáratánál díszített 26-os kápolna az övé lehetett, de csak III. Amenhotep neve olvasható rajta; a „Kús alkirálya” cím ugyan megmaradt, de a név nem, viszont az illető viselte „A kettős trón vezetője” címet is, amely az alkirályi címmel együtt egyedül Thotmesznél fordul elő, így biztosnak tűnik, hogy a kápolna az ő számára épült.

## Fordítás
- Ez a szócikk részben vagy egészben  a   Thutmose (Viceroy of Kush) című angol Wikipédia-szócikk ezen változatának fordításán alapul.  Az eredeti cikk szerkesztőit annak laptörténete sorolja fel. Ez a jelzés csupán a megfogalmazás eredetét és a szerzői jogokat jelzi, nem szolgál a cikkben szereplő információk forrásmegjelöléseként.
- Ez a szócikk részben vagy egészben  a   Thutmosis (Vizekönig von Kusch) című német Wikipédia-szócikk ezen változatának fordításán alapul.  Az eredeti cikk szerkesztőit annak laptörténete sorolja fel. Ez a jelzés csupán a megfogalmazás eredetét és a szerzői jogokat jelzi, nem szolgál a cikkben szereplő információk forrásmegjelöléseként.